# Kami-sama Gakuen @ Armeria
Kami-sama Gakue @ Armeria (神サマ学園@あるめりあ?) è un manga scritto e disegnato da Muku Kakizaki. 
La serie è stata pubblicata su Ichirei dal 2012 al 2015 per un totale di 12 tankōbon.

## Trama
Un giorno, chiamato poi "Giorno del destino", una divinità svela agli esseri umani la propria presenza e quella di tanti altri dei sulla Terra, le sue intenzioni sono quelle di salvare le divinità divenute malvagie e trasformarle nuovamente in esseri buoni.
Per fare questo seleziona 30 ragazzi che ricevono uno speciale marchio e che verranno educati e addestrati in una scuola speciale chiamata  Armeria, dove impareranno ad avere a che fare con le divinità e a gestirle e a combattere quelle negative e malvagie.
Tre anni dopo l'annuncio 29 degli studenti di Armeria hanno almeno una divinità a cui sono legati,ma solo i più meritevoli riescono ad effettuare una "fusione" completa con esse, dando vita a due combattenti leggendari.
Rokuhana Yanagawa, detta  Rikka, è una studentessa dell'accademia ed è l'unica a non aver ancora trovato una divinità compatibile a cui legarsi.
A dispetto della sua impossibilità a trovane una divinità partner, Rikka è molto benvoluta da tutti gli studenti che trovano "rilassante" il suo contatto e calmante per gli spiriti delle divinità a cui sono legati.
Durante un'uscita in città assiste al combattimento di   Chiaki Hiba fuso insieme al Dio della Morte  Kurone, la ragazza cerca di salvare un ragazzino da un dio malvagio e Hiba salva Rikka che rimane affascinata dalla potenza del ragazzo e scopre che è anche molto popolare tra i cittadini.
L'improvvisa apparizione di Hiba a scuola, come nuovo studente e insieme al Dio della Morte, scatena il panico, ma Rikka, ricordandone il comportamento lo difende e cerca di interagire con i due diventando lentamente amica di Kurone, il quale desiderava solo delle nuove amicizie. Nonostante la progressiva integrazione Hiba rimane comunque un ragazzo schivo e sulle sue.
L'improvvisa apparizione di una divinità malvagia di livello 10, il massimo, porta tutti gli studenti a collaborare per salvare la scuola, Rikka sente forte il richiamo di questa presenza, mentre tutti cercano di farla fuggire essendo la più debole del gruppo, ma lei si avvicina al campo di battaglia rischiando la vita. Il tocco della ragazza sulla divinità la purifica istantaneamente della sua malvagità, ridandogli le sue sembianze: si tratta di  Keith, il Dio della Rinascita, che è il primo che riesce ad effettuare un legame con Rikka.
Successivamente la ragazza sarà in grado di affrontare altre presenze come Nina la Dea del Cosplay e incontrerà il Dio Scoiattolo Tee Tee che si legherà a sua volta a lei.
Al fianco degli amici combatterà per la Terra nella speranza di salvarla e ricambiare il favore della divinità sconosciuta che, da ragazzina, l'ha salvata da un grave incendio.
Scoprirà anche di nutrire dei sentimenti nei confronti di Chiaki e tra mille disavventure cercherà di confessare il suo amore al ragazzo e avvicinarsi emotivamente a lui.

## Personaggi

### Gli studenti di Armeria
- Rokuhana "Rikka" Yanagawa

È una studentessa di Armeria, all'inizio della storia è l'unica a non aver ancora stabilito un legame con una divinità. A scuola è molto popolare e le divinità trovano piacevole e rilassante la sua vicinanza, cosa che provoca benessere anche ai ragazzi a cui sono legati.
È molto impacciata, ma anche gentile e altruista e ha un animo puro e ingenuo, antepone sempre gli altri a se stessa e di lei viene detto che "non ascolta mai quello che le viene detto" quando si tratta di fare attenzione.
Kyouka è la sua migliore amica, ma è molto legata anche a Tenma. Nel corso delle vicende si innamorerà di Chiaki.
Può effettuare la fusione con il Dio della Rinascita, Keith che la chiama Principessa.
- Chiaki Hiba o "Il burattinaio delle divinità"

Chiaki è un ragazzo che all'inizio della storia non fa parte del circuito di Armeria e anche gli studenti ne ignorano l'esistenza. È una persona solitaria, del suo passato si sa poco salvo che si legò al Dio della Morte, Kurone, quando era ancora un ragazzino.
Ha poteri molto potenti, sa riconoscere sempre la presenza di una divinità o di qualche essere umano in modo tempestivo, ne distingue la potenza e le peculiarità.
Le altre divinità dicono che sia il "burattinaio", un essere umano dotato di straordinari poteri in grado di piegare al suo volere ogni dio e di non subire gli effetti dei loro poteri. Kurone, tuttavia, dichiara di essere rimasto legato a lui per propria scelta.
Sarà Chiaki a istruire Rikka sul combattimento e su come gestire la fusione con una divinità di grado molto alto come Keith.
Nonostante non lo ammetta, sembra essere attratto dalla ragazza.
- Kyouka Tsukigasa

È la presidentessa del Consiglio Studentesco e la migliore amica di Rikka. Viene da una famiglia molto ricca.
Ha un carattere piuttosto materialista e manipolatore, in particolare con gli uomini che la idolatrano, ma lei non sembra interessata alle vicende sentimentali. È la prima che comprende l'attrazione di Rikka verso Chiaki e la supporta in questo.
Riesce ad effettuare la fusione con la dea Fenri di livello 7.
- Tenma Tosaki

È il vicepresidente del Consiglio Studentesco e amico di Kyouka e Rikka. Viene considerato bellissimo dalle ragazze e ammette, alle medie, di averne frequentate 5 contemporaneamente e che queste ne erano al corrente.
La sua condotta è cambiata da quando ha conosciuto Guraisu, che nei suoi confronti è molto paternalista. Con quest'ultimo forma una fusione di livello 7. È inoltre legato al piccolo Dio Falco, di livello 1, che però è ancora cucciolo e non può ancora parlare.

### Le divinità
Gli dei della storia sono ordinati in una gerarchia da 1 a 10 e solo dopo una lunga vita e un punteggio in costante aumento possono assumere una forma umanoide.
Le divinità buone o liberate dalla malvagità possono scegliere uno studente a cui legarsi in base alle proprie inclinazioni e a quelle del ragazzo.
I più dotati possono innescare un rapporto di "fusione" con la propria divinità trasformandosi in esseri soprannaturali con nomi mitologici.
- Dio della Volontà

È colui che, nel "Giorno del destino", ha rivelato al mondo la presenza degli dei e ha richiesto l'aiuto dei 30 prescelti per salvare coloro che erano diventati malvagi. È anche il preside dell'Accademia di Armeria.
Il suo aspetto è androgino, con lunghissimi capelli biondi e fluenti.
L'obiettivo è quello di insegnare agli studenti come avere a che fare con le divinità e gestire i propri poteri. Sembra conoscere dei segreti sia su Hiba, ma soprattutto su Rikka.
- Kurone il "Dio della Morte"

È legato a Chiaki Hiba da quando quest'ultimo era un ragazzino e col quale forma una fusione di livello 10, il massimo.
All'inizio delle vicende ha un pessimo carattere ed è sempre arrabbiato, gli altri dei lo evitano perché ha il potere di "annichilirli" con la sua falce che equivale a ucciderli, hanno perciò paura di farlo arrabbiare.
In realtà Kurone vorrebbe solo stringere amicizia, ma la paura degli altri lo irrita oltre misura. Rikka sarà la prima che proverà ad interagire con lui, mossa a compassione dalla sua situazione e nonostante il parere di Chiaki che cerca di fare sì che Kurone non rimanga ulteriormente ferito.
- Keith il "Dio della Rinascita"

Rappresenta l'opposto di Kurone, ma i due imparano ad andare d'accordo. All'inizio della vicenda è malvagio, ma il contatto con la mano di Rikka lo purificherà istantaneamente facendolo tornare buono. Sarà il primo a fondersi con lei formando una "fusione" di livello 10 come Chiaki e Kurone, ma essendo ancora principianti dovranno affinare insieme il sistema di combattimento.
A differenza degli altri dei che sono sempre insieme agli studenti, Keith appare solo quando viene evocato, passando il resto del tempo a rivitalizzare e far rinascere la natura morta.
Rikka imparerà lentamente ad averci a che fare e a rintracciarlo ovunque sia.
- Guraisu il "Dio Leone"

Dalla forma e criniera leonina, è il dio legato a Tenma. Nonostante l'avvenenza e l'aspetto giovane e prestate ha più di 300 anni. Insieme al ragazzo forma una fusione di livello 7.
Nei confronti di Tenma ha un atteggiamento compassato e vissuto, quasi da fratello maggiore. Nutre un debole, appena accennato, per Fenri.
- Fenri la "Dea dei Fiori"

Legata a Kyouka, è una giovane dea di livello 7.
Le divinità più anziane la trovano un po' infantile, come una ragazzina nel corpo e nell'atteggiamento. Ha un debole, nemmeno troppo nascosto, per Guraisu, inoltre è molto appassionata di storie d'amore e pettegolezzi.
- Tee Tee il "Dio Scoiattolo"

Cerca di attirare l'attenzione di Rikka con regalini e sorprese sul letto come semi o fiori, la scoperta della sua identità sarà un ottimo addestramento per la ragazza. Si scoprirà di potersi legare a lei formando una fusione. È un dio cucciolo di livello 1 e senza forma umanoide.
- Nina la "Dea del Cosplay"

Ha soli 50 anni e viene detto che è una "divinità moderna", la sua abilità è quella di cambiare vestito alle persone. Rikka la incontra durante una missione e Nina si lega subito a lei, facendole da supporter nonostante le ridotte capacità.
È la prima consigliera della ragazza in fatto di amore.
- Dio dei baci

I ragazzi lo incontrano e purificano durante una missione, cercando di restituire al mondo la "voglia di baciarsi", tuttavia anche dopo essere stato purificato il dio non ha abbastanza forza e, per ricaricarsi, chiede di assistere ad uno splendido bacio scegliendo come candidata Rikka.
La ragazza cercherà in tutti i modi di convincere Chiaki, che fingerà di non capire fino a quando, davanti alla prospettiva che la ragazza baci Keith, si farà avanti. Donerà alla protagonista un amuleto portafortuna che le garantirà l'amore dell'amato e che lei dovrà riempire con tutte le sue migliori intenzioni.
- Dio delle prove di coraggio

Una divinità che i ragazzi incontrano durante una gita. Vive in un boschetto dove i fidanzati si attardano spesso e il suo compito è verificare l'intensità dei loro sentimenti spaventandoli e vedendo se il loro amore è reciproco. Viene erroneamente scambiata per un demone, ma è una divinità buona ed è parente del Dio dei baci. Ha l'aspetto di un grosso pupazzo nero con corna e zanne.
- Dea del divorzio

Altra parente del Dio dei Baci. Si tratta di una divinità malvagia per natura.
Il suo diventare buona a seguito dell'abbraccio con Rikka provoca qualche problema perché le persone non riescono a divorziare e questo impedisce la costruzione di nuovi legami e la nascita di nuove storie. La dea vuole però rimanere buona per poter essere amica di Rikka, per la quale ha una grande passione.
Ha l'aspetto di una gothic lolita.